# Judo na Igrzyskach Panamerykańskich 1995
Zawody Judo na Igrzyskach Panamerykańskich 1995, odbywały się w dniach 23–26 marca w Mar del Plata. W tabeli medalowej tryumfowali zapaśnicy z Kuby.

## Klasyfikacja medalowa
Gospodarz zawodów został zaznaczony kolorem.
| Miejsce | Państwo           |    |    |    | Razem |
| ------- | ----------------- | -- | -- | -- | ----- |
| 1       | Kuba              | 10 | 3  | 1  | 14    |
| 2       | Kanada            | 3  | 2  | 6  | 11    |
| 3       | Stany Zjednoczone | 1  | 4  | 8  | 13    |
| 4       | Brazylia          | 1  | 3  | 9  | 13    |
| 5       | Argentyna         | 1  | 2  | 3  | 6     |
| 6       | Wenezuela         | 0  | 1  | 2  | 3     |
| 7       | Dominikana        | 0  | 1  | 1  | 2     |
| 8       | Honduras          | 0  | 0  | 1  | 1     |
| .       | Portoryko         | 0  | 0  | 1  | 1     |
| Razem   | Razem             | 16 | 16 | 32 | 64    |

## Medaliści

### Mężczyźni
| Konkurencja: | Złoto:                  | Srebro:            | Brąz:                              |
| −56 kg       | Ismady Alonso           | Luis Vizcaíno      | Rodolfo Yamayose Jacob Flores      |
| −60 kg       | Ewan Beaton             | Manolo Poulot      | Jorge Lencina Carlos Bortole       |
| −65 kg       | Israel Hernández        | Francisco Morales  | Henrique Guimarães Taro Tan        |
| −71 kg       | Jimmy Pedro             | Erick de la Paz    | Sérgio Oliveira Jean Pierre Cantin |
| −78 kg       | Gastón García           | Jason Morris       | Colin Morgan Flávio Canto          |
| −86 kg       | Nicolas Gill            | Carlos Hespanha    | Brian Olson Pablo Elisii           |
| −95 kg       | Keith Morgan            | Daniel Dell'Aquila | Belarmino Salgado Rafael Hueso     |
| ponad 95 kg  | José Mario Tranquillini | Frank Moreno       | Orlando Baccino Damon Keeve        |

### Kobiety
| Konkurencja: | Złoto:           | Srebro:             | Brąz:                             |
| −45 kg       | Mirledis Turro   | Sherrie Phillips    | Evelin Matias Dora Maldonado      |
| −48 kg       | Amarilis Savón   | Carolyne Lepage     | Andréa Berti María Villapol       |
| −52 kg       | Legna Verdecia   | Carolina Mariani    | Jo Anne Quiring Nathalie Gosselin |
| −56 kg       | Driulis González | Corinna West        | Renee Hock Danielle Zangrando     |
| −61 kg       | Ileana Beltrán   | Michelle Buckingham | Xiomara Griffith Colleen McDonald |
| −66 kg       | Odalis Revé      | Liliko Ogasawara    | Dulce Piña Vânia Ishii            |
| −72 kg       | Diadenis Luna    | Francis Gómez       | Grace Jividen Valeria Brandino    |
| ponad 72 kg  | Daima Beltrán    | Edilene Andrade     | Nancy Filteau Colleen Rosensteel  |